# Alphonse Mas
Pour les articles homonymes, voir Mas.
Alphonse Mas (né le 28 février 1817 à Lyon et mort le 15 novembre 1875 à Bourg-en-Bresse) a été président de la Société d’horticulture de l’Ain puis nommé à sa création en 1872 à l'occasion du Congrès pomologique de Lyon président de la Société pomologique de France.
Il a consacré sa vie à l'étude des fruits.
Il est mort pendant la publication de son ouvrage effectuée en collaboration avec Victor Pulliat sur le vignoble.

## Distinctions
- Chevalier de la Légion d'honneur (1866)

## Publications
- Le verger de 1865 à 1880, Huit volumes illustrés de planches couleurs en chromolithographie
- La pomologie générale de 1872 à 1883 Douze volumes illustrés de dessins en contours
- Le Vignoble, ou Histoire, culture et description avec planches coloriées des vignes à raisins de table et à raisins de cuve les plus généralement connues. Paris, Masson, 1874-1879 ; Un volume en 1874, les trois suivants publiés par Victor Pulliat). C'est un monument ampélographique. De nombreux collaborateurs ont assisté les deux savants auteurs de cet ouvrage : H. Bouschet, Dl Houbdine, Henri Marès, Mortillet, Oudart, Pellicot, Mendola, Rouget, Tripier, Villa Maior, etc.